# Forty Foot Echo
„Forty Foot Echo“ е канадска рок група. Включва 5 членове. Издава дебютния си албум „Forty Food Echo“ през 2003 г. Въпреки възникнали слухове и съмнения, че групата се е разпаднала още след издаването на първата си продукция, те са все още заедно, защото бандата поддържа актуален профил в MySpace, който няма нищо общо със страницата на вече несъществуващата звукозаписна компания „Hollywood Records“.

## История
Актуалният състав на „Forty Food Echo“ включва Мъри Йейтс, преди в групата Templar, вокалист на групата, Райън Чембърлейн – ритъм китарист, Изи Алън – басист, Дейвид Суорт – барабани, а Шон Макдауъл – китара.
Малко след края на първото турне на „Forty Foot Echo“ поредица от събития довеждат до напускането на тогавашния им издател „Hollywood Records“, който впоследствие прекратява всякаква дейност. Усложненията, възникнали от смяната на лейбъла, водят и до пълна промяна в състава на групата, като де факто само Мъри Йейтс се запазва. Той, с помощта на Шон Макдауъл, възродява групата и събира новите ѝ членове.
„Brand New Day“ от дебюта им „Forty Food Echo“ е комерсиално най-популярната песен на групата. Тя е включена в официалния саундтрак на филма от 2003 г. „Шантав петък“, с участието на Линдзи Лоън и Джейми Лий Къртис. През 2006 г. групата издава втория си албум, озаглавен „Aftershock“, чрез собствената си звукозаписна компания Echoman Music. За момента албумът не е издаден в САЩ. Първият сингъл от „Aftershock“ е „Closer“, издадена в Канада на 6 септември 2006 г. Сингълът е съпътстван от видеоклип, заснет малко след излизането му на музикалния пазар.

## Дискография
- Forty Foot Echo (2003)

1. Drift – 3:07
2. Multiply – 3:23
3. Save Me – 3:25
4. Weakness – 3:23
5. Long Way Down – 3:35
6. Brand New Day – 3:34
7. „What If I Don't“ – 2:24
8. Hollow – 3:45
9. Born Yesterday – 3:04
10. Songbird – 3:31
11. Tomorrow – 3:06
12. Beside Me – 4:29

- Aftershock (2006)

1. Closer – 3:08
2. Without A Reason – 3:29
3. One Hit – 3:10
4. Like Yesterday – 3:03
5. Satellite – 3:51
6. Feel – 4:18
7. Hollywood Girl – 3:37
8. On My Own – 3:26
9. Where Are We Now – 3:08
10. Musicman – 3:00
11. Fallen – 3:12
12. "Monster – 3:01